# Banggwahu oksang
Banggwahu oksang (방과후 옥상?), noto anche con il titolo internazionale See You After School, è un film del 2006 scritto e diretto da Lee Seok-hoon.

## Trama
Goong-dahl è un ragazzo considerato da tutti come il classico perdente, tanto da fargli desiderare di essere rispettato da tutti; passo dopo passo, il ragazzo riesce infine a diventare il "difensore dei deboli" del proprio istituto.